# Tim Pawlenty
Timothy Pawlenty, né le 27 novembre 1960 à Saint Paul dans le Minnesota, est un homme politique américain, membre du Parti républicain qui est le trente-neuvième gouverneur de l’État du Minnesota de 2003 à 2011. 

## Biographie

### Enfance et études
Tim Pawlenty grandit à South Saint Paul. Il est élevé dans une famille catholique modeste de cinq enfants. Sa mère meurt d’un cancer alors qu’il a seize ans.[réf. nécessaire]
Il est diplômé de l’université du Minnesota en science politique (en 1983) puis en droit (en 1986).

### Débuts en politique
Tim Pawlenty commence une carrière politique en 1989 en étant élu au conseil municipal d'Eagan, dans le Minnesota. Il n’a alors que vingt-huit ans. Il est conseiller de Jon Grunseth en 1990 lors de la tentative de celui-ci pour devenir gouverneur du Minnesota.
En 1992, Tim Pawlenty est élu à la Chambre des représentants du Minnesota avec 49 % des voix[réf. nécessaire]. Il y représente le district 38B, dans le comté de Dakota. Il est réélu à cinq reprises[réf. nécessaire]. En 1999, il devient chef de la majorité républicaine à la Chambre durant le mandant de l'indépendant Jesse Ventura.
En 2001, il envisage de se présente aux élections sénatoriales américaines de 2002. Le vice-président Dick Cheney le convainc toutefois de laisser la place à Norm Coleman.

### Gouverneur du Minnesota
En novembre 2002, Tim Pawlenty est élu gouverneur de l’État contre le candidat démocrate Roger Moe, l’indépendant Tim Penny, et l’écologiste Ken Pentel. La tradition ouvrière et sociale-démocrate du Minnesota font de la victoire du républicain Pawlenty un triomphe électoral.
Durant son mandat, il tient sa promesse de ne pas augmenter les impôts malgré l’obligation d’un budget à l’équilibre posée par la constitution de l’État. Pour cela, il entre à plusieurs reprises en conflit avec les démocrates, majoritaires au Sénat du Minnesota. Ce conflit mènera en 2005 au premier shutdown de l'histoire de l'État.
Il impose un délai de réflexion obligatoire de vingt-quatre heures avant de procéder à un avortement.
Le 7 novembre 2006, avec 46,7 % des suffrages, il devance de quinze mille voix son adversaire démocrate Mike Hatch (45,7 %) et est réélu gouverneur. Le même jour, les démocrates prennent le contrôle des deux chambres de la législature du Minnesota.
Ses voyages à l’étranger dans le cadre de ses fonctions, notamment au Kosovo, en Pologne, en Irak et en République tchèque, lui valent des critiques.
En juin 2009, Pawlenty annonce qu’il ne se représente pas pour obtenir un troisième mandat de gouverneur en 2010. Sa réélection était considérée comme périlleuse. De nombreux observateurs pensent alors que Pawlenty prépare une campagne pour obtenir l’investiture républicaine à l’élection présidentielle américaine de 2012,.

### Après le poste de gouverneur
Le 23 mai 2011, il officialise sa candidature à l’investiture républicaine pour l’élection au poste de président des États-Unis,. Pouvant faire appel à la base conservatrice comme à l’establishment du parti, il est considéré comme la principale alternative à Mitt Romney. Dans les mois qui suivent sa candidature, il lève plusieurs millions de dollars qu’il dépense rapidement. Il retire sa candidature en août après un mauvais score lors de l'Iowa Straw Poll, au cours duquel il finit en troisième position avec 14 % des voix. Le 12 septembre, il apporte son soutien à Mitt Romney, dont il devient vice-président de la campagne.
Après cet échec, Pawlenty prend la présidence du Financial Services Roundtable, un lobby travaillant pour de grandes sociétés financières américaines (dont American Express, Citigroup et Wells Fargo). Il démissionne de ce poste en février 2018. Il est alors pressenti pour se présenter à l'élection du gouverneur du Minnesota. Au mois d'avril, il officialise sa candidature pour succéder au démocrate Mark Dayton, qui ne se représente pas. Le républicain lève rapidement des fonds et est considéré comme le favori de la primaire républicaine durant laquelle il affronte Jeff Johnson (en), un conseiller du comté de Hennepin et le candidat républicain lors de l'élection de gouverneur précédente (2014),. Durant la campagne, Johnson critique Pawlenty pour son manque de soutien au président Donald Trump. Pawlenty est battu d'environ 9 points par Johnson (44 % des voix contre 53 %), dont la victoire est considérée comme une surprise par la presse,.

## Positions politiques
Tim Pawlenty est conservateur sur les questions de société : il s'oppose à l'avortement et souhaite étendre le droit de porter des armes. Il est plus modéré sur d'autres sujets, notamment sur les questions environnementales.

## Vie privée
C’est sous l’influence de son épouse que Tim Pawlenty se convertit au protestantisme et devient chrétien évangélique.